# Деніс Лахтер
Деніс Лахтер (англ. Dennis Lachter / івр. ‏דניס לכטר‏‎ нар. 20 червня 1971, Курумкан, Бурятська АРСР, РРФСР) — футбольний агент. Перший футбольний агент ФІФА із Росії. Відомий як агент, який представляв інтереси Андрія Аршавіна.

## Життєпис
Денніс Лахтер народився 20 червня 1971 року в Забайкаллі, у селі Курумкан. Дитинство пройшло в Іркутську, сім'я проживала в комуналці на передмісті Іркутська — Глазково. Захопився грою у футбол у віці п'яти років. Виступав за різні іркутські команди, вигравав районні, міські, обласні та крайові змагання. З 14 до 16 років грав у ДЮСШ «Праця», потрапив до команди другої ліги «Зірка Іркутськ» (тренер — Сергій Олексійович Муратов), звідти перейшов до клубу «Буковина» (Чернівці) до тренера Юхима Школьникова. Після цього встиг побувати в дублі «Чорноморця» Одеса у Віктора Прокопенка. У 1988 р. почав навчатися на зубного техніка, продовживши навчання після демобілізації з лав Радянської армії (служив з початку 1990 до листопада 1991 року в спортивній роті). Після служби виїхав грати у футбольний клуб «Остін-Аламо».
1992 року потрапив в автомобільну аварію. Через три місяці лікування зміг повернутися до тренувань. У першій грі після відновлення отримав травму, після якої не зміг продовжити кар'єру футболіста.

### Освіта
З вересня 1988 по грудень 1989 і з листопада 1991 по червень 1992 року навчався в Медичному училищі Іркутська за спеціальністю «Зубний технік».
З вересня 1995 по червень 1999 року навчався в Спортивній академії США (Дафні, штат Алабама).
У 1999-2000 роках навчався в Техаському університеті (Остін, штат Техас).
З вересня 2004 року по червень 2006 року навчався у Тель-Авівському університеті (Тель-Авів, Ізраїль).
З січня по березень 2009 року проходив навчання у бізнес-школі SDA Bocconi School of Management (Мілан, Італія), з березня по вересень – в Університеті Невшателя (Швейцарія).
З вересня по грудень 2009 року навчався в Університеті Де Монтфорт (Лестер, Велика Британія), на факультеті гуманітарних наук спорту.

### Кар'єра футбольного агента
17 грудня 1992 року отримав ліцензію № 007 футбольного агента ФІФА у Цюриху, Швейцарія.
У 1994 році запрошений курирувати збірні команди з футболу Румунії, Болгарії та Росії на чемпіонаті світу 1994 в США. Там познайомився з багатьма футбольними функціонерами та футболістами з різних країн світу. Після чемпіонату світу була утворена MLS, в якій одним із засновників керуючої компанії став Іван Газідіс. Пізніше це знайомство відіграло вирішальну роль у трансфері Андрія Аршавіна із «Зеніту» до «Арсеналу».
Як футбольний агент працював з Андрієм Аршавіним, Даніелем Карвальо, Пітером Краучем, Андрієм Луньовим, Олександром Алієвим, Артемом Мілевським, Родріго, Родолфо, Дуду Сеаренсе, Аїлою Юссуфом, Леандро Паредесом, Еммануелем Еменіке, Карлосом Альберто Торресом, Андерсоном Олівейрою.

## Особисте життя
Одружений, шестеро дітей.